# Langues nigéro-congolaises
Les langues nigéro-congolaises, aussi appelées langues Niger-Congo, constituent la plus étendue des familles de langues africaines, tant en répartition géographique qu'en nombre de locuteurs. La très grande majorité des langues d'Afrique subsaharienne appartient à cette famille, qui est la famille qui en comptabilise le plus au niveau mondial, avec 1 526 langues soit 21 % des langues de la planète. Elles sont parlées par 459 millions de locuteurs représentant 7 % de la population mondiale, dont la moitié sont parlées par moins de 29 000 locuteurs. Une caractéristique fréquente des langues nigéro-congolaises est l'emploi d'un système de classes nominales.

## Histoire

### Origine
La famille nigéro-congolaise a vraisemblablement commencé à se diversifier avant l'adoption de l'agriculture. En effet on peut reconstruire les mots « lance », « arc » et « flèche » en proto-nigéro-congolais, mais aucun mot désignant des espèces domestiques.

### Mise en évidence par les linguistes
Joseph Greenberg fut le premier à identifier les zones où ces langues étaient parlées, qu'il appela « Niger–Congo » dans une suite d'articles publiés entre 1949 et 1954. Peu de temps avant que ces articles fussent publiés en 1963 dans un recueil, il révisa son classement en y ajoutant les langues kordofaniennes comme une branche d'une famille plus importante incluant les langues nigéro-congolaises. Cette famille fut rebaptisée nigéro-kordofanienne. Bennet et Sterk présentèrent en 1977 une nouvelle classification basée sur les statistiques lexicales qui aboutit à la classification Bendor-Samuel en 1989. Les langues kordofaniennes y furent classifiées comme un groupe de base, réintroduisant la notion de langues nigéro-congolaises, terme utilisé de nos jours parmi les linguistes. De nombreuses classifications considèrent encore les langues kordofaniennes comme une branche très éloignée des langues nigéro-congolaises, plus par manque de preuves d'appartenance que par le fait que ces langues semblent former un groupe à part. De la même manière, le mandé est souvent considéré comme la deuxième branche la plus éloignée.

## Classification
La famille de langues nigéro-congolaises est généralement subdivisée en quinze branches (marquées par l'italique) :
- Les langues katla.
- Les langues rashad.
- Les langues ijoïdes, dont l'izon.
- Les langues dogon, dont le tommo so.
- Les langues mandées, dont le bambara, le dioula, le malinké, le soussou, le mendé, le kpèllé, le soninké et le dan.
- Les langues atlantico-congolaises.
  - Les langues lafofa.
  - Les langues talodi-heiban.
  - Les langues atlantiques, dont le peul.
  - Les langues voltaïco-congolaises.
    - Les langues voltaïco-congolaises septentrionales.
      - Les langues krou.
      - Les langues sénoufo, dont le cebaara, le mamara et le supyiré.
      - Les langues gour, dont le moré.
      - Les langues adamawa-oubanguiennes, dont le mumuye.

    - Les langues voltaïco-congolaises méridionales.
      - Les langues kwa, dont l'akan, l'éwé, le baoulé, le fongbe, le ga et l'agni.
      - Les langues voltaïco-nigériennes, dont le yoruba, l'édo, l'igbo, le nupe et l'idoma.
      - Les langues bénoué-congolaises.
        - Les langues platoïdes, dont le kajé, le birom et le tarok.
        - Les langues bantoïdes-cross.
          - Les langues cross, dont l'ibibio et l'efik.
          - Les langues bantoïdes.
            - Les langues bantoïdes septentrionales.
            - Les langues bantoïdes méridionales, dont :
              - le tiv, le beti, le fang,
              - le lingala, le kikuyu, le kamba, le gusii, le meru, le soukouma, le nyamwezi, le swahili, le gogo, le kituba, le kimbundu, le kikongo, le yaka, le luganda, le chiga, le niankoré, le soga, le haya, le luyia, le nandi, le kinyarwanda, le rundi, le giha,
              - le luba, le kisongye, le chitonga, le nyakyusa, le chewa, le tumbuka, le chisena, le makua, le chiyao, le ngulu, le makonde, l'umbundu, le héréro,
              - les langues du groupe shona, dont : le shona, le ndau,
              - les langues du groupe sotho-tswana, dont : le sotho du Sud, sotho du Nord, le tswana, le ndébélé du Nord, ndébélé du Sud, le lozi,
              - les langues du groupe nguni, dont : le zoulou, le xhosa, le swati,
              - le tsonga, le tswana, le ronga, le chopi et le venda.

## Locuteurs

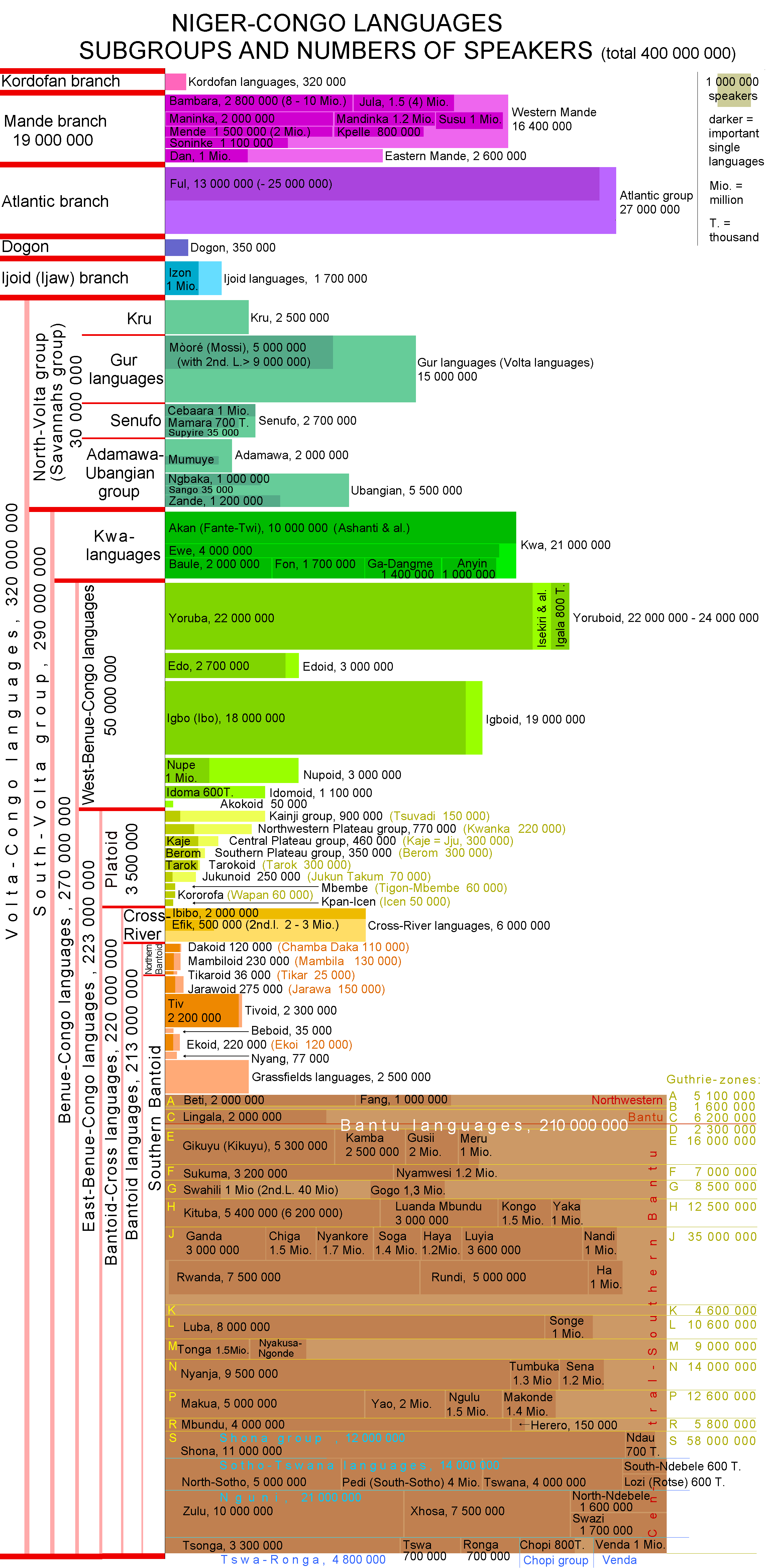